# Kateryna Kucharová
Kateryna Ihorivna Kucharová, ukrajinsky Катерина Ігорівна Кухар (* 18. ledna 1982 Kyjev, Ukrajinská sovětská socialistická republika), je ukrajinská baletní tanečnice. Působí jako primabalerína Ukrajinské národní opery a od roku 2020 jako vedoucí Kyjevské státní choreografické školy. V roce 2018 byla oceněna jako Národní umělkyně Ukrajiny.

## Životopis
Baletu se začala věnovat v pěti letech a v roce 1992 vstoupila do Kyjevské státní choreografické školy. Školu absolvovala s vyznamenáním v roce 1999, načež byla přijata do souboru Ukrajinské národní opery. V roce 2006 vytvořila baletní pár se svým budoucím manželem Alexandrem Stojanovem. Jejich první společnou inscenací v Národní opeře byl balet Louskáček. Poté společně absolvovali i představení Labutí jezero, Šípková Růženka či Romeo a Julie. Společně se Stojanovem založila soubor Kyjevský velký balet vystupující v zahraničí a od roku 2020 začala Kucharová působit i jako vedoucí Kyjevské státní profesionální choreografické školy.

## Významné role
- Romeo a Julie — Julie
- La Sylphide — víla Sylfida
- Giselle — Giselle
- Don Quixote — Kitri
- Labutí jezero — Odetta, Odile
- Louskáček — Klára
- Le Corsaire — Gulnara

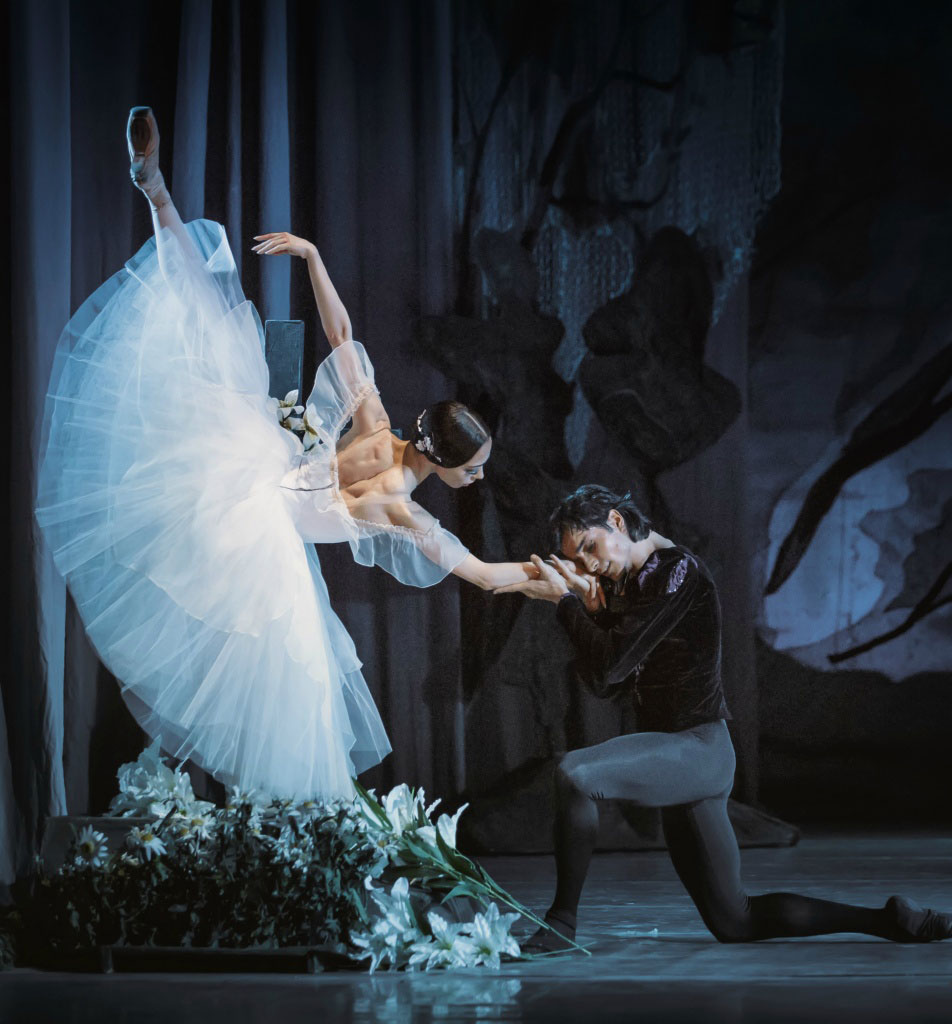
Společně s Alexandrem Stojanovem v představení Giselle, 2017

- Šípková Růženka — Princezna Aurora
- Popelka — Popelka